# Tornio
Tornio este o comună din Finlanda.